# E-Prix di Miami 2015
L'E-Prix di Miami 2015 è stata la quinta prova, e la quinta gara in assoluto, del campionato di Formula E 2014-2015. La gara tenutasi sul circuito cittadino di Biscayne Bay, è stata vinta da Nicolas Prost su Renault e.dams, seguito da Scott Speed su Andretti Autosport e da Daniel Abt su Audi Sport ABT.

## Prima della gara
Vitantonio Liuzzi ha sostituito Michela Cerruti nel team Trulli GP, Charles Pic ha sostituito il cinese Ho-Pin Tung nel team China Racing e Scott Speed ha sostituito Marco Andretti nel team Andretti Autosport.

## Qualifiche
Nella sessione di qualifiche si è avuta la seguente situazione:
| Pos. | Nº | Pilota                 | Team               | Tempo    | Distacco | Griglia |
| ---- | -- | ---------------------- | ------------------ | -------- | -------- | ------- |
| 1    | 27 | Jean-Éric Vergne       | Andretti Autosport | 1:05.953 | —        | 1       |
| 2    | 99 | Nelson Piquet Jr.      | China Racing       | 1:06.003 | +0.050   | 7       |
| 3    | 8  | Nicolas Prost          | e.dams Renault     | 1:06.167 | +0.214   | 2       |
| 4    | 2  | Sam Bird               | Virgin Racing      | 1:06.170 | +0.217   | 3       |
| 5    | 66 | Daniel Abt             | Audi Sport ABT     | 1:06.255 | +0.302   | 4       |
| 6    | 30 | Stéphane Sarrazin      | Venturi            | 1:06.389 | +0.436   | 5       |
| 7    | 11 | Lucas Di Grassi        | Audi Sport ABT     | 1:06.424 | +0.471   | 6       |
| 8    | 7  | Jérôme d'Ambrosio      | Dragon Racing      | 1:06.502 | +0.549   | 8       |
| 9    | 3  | Jaime Alguersuari      | Virgin Racing      | 1:06.503 | +0.550   | 9       |
| 10   | 28 | Scott Speed            | Andretti Autosport | 1:06.527 | +0.574   | 10      |
| 11   | 18 | Vitantonio Liuzzi      | Trulli             | 1:06.836 | +0.883   | 11      |
| 12   | 77 | Salvador Durán         | Amlin Aguri        | 1:06.888 | +0.935   | 12      |
| 13   | 9  | Sébastien Buemi        | e.dams Renault     | 1:07.037 | +1.084   | 13      |
| 14   | 10 | Jarno Trulli           | Trulli             | 1:07.163 | +1.210   | 14      |
| 15   | 21 | Bruno Senna            | Mahindra Racing    | 1:07.283 | +1.330   | 15      |
| 16   | 55 | António Félix da Costa | Amlin Aguri        | 1:07.678 | +1.725   | 16      |
| 17   | 88 | Charles Pic            | China Racing       | 1:08.243 | +2.290   | 17      |
| 18   | 6  | Loïc Duval             | Dragon Racing      | 1:09.454 | +3.501   | 18      |
| —    | 23 | Nick Heidfeld          | Venturi            | 1:06.510 | +0.557   | 19      |
| —    | 5  | Karun Chandhok         | Mahindra Racing    | 1:07.223 | +1.270   | 20      |

## Gara
I risultati della gara sono i seguenti:
| Pos. | Nº | Pilota                 | Team               | Giri | Tempo/Ritiro | Griglia | Punti |
| ---- | -- | ---------------------- | ------------------ | ---- | ------------ | ------- | ----- |
| 1    | 8  | Nicolas Prost          | e.dams Renault     | 39   | 46:12.349    | 2       | 25    |
| 2    | 28 | Scott Speed            | Andretti Autosport | 39   | +0.433       | 10      | 18    |
| 3    | 66 | Daniel Abt             | Audi Sport ABT     | 39   | +5.518       | 4       | 15    |
| 4    | 7  | Jérôme d'Ambrosio      | Dragon Racing      | 39   | +5.941       | 8       | 12    |
| 5    | 99 | Nelson Piquet Jr.      | China Racing       | 39   | +6.426       | 7       | 12    |
| 6    | 55 | António Félix da Costa | Amlin Aguri        | 39   | +8.754       | 16      | 8     |
| 7    | 6  | Loïc Duval             | Dragon Racing      | 39   | +9.498       | 18      | 6     |
| 8    | 2  | Sam Bird               | Virgin Racing      | 39   | +19.817      | 3       | 4     |
| 9    | 11 | Lucas Di Grassi        | Audi Sport ABT     | 39   | +20.631      | 6       | 2     |
| 10   | 77 | Salvador Durán         | Amlin Aguri        | 39   | +24.587      | 12      | 1     |
| 11   | 3  | Jaime Alguersuari      | Virgin Racing      | 39   | +43.883      | 9       |       |
| 12   | 23 | Nick Heidfeld          | Venturi            | 39   | +47.878      | 19      |       |
| 13   | 9  | Sébastien Buemi        | e.dams Renault     | 39   | +1:04.587    | 13      |       |
| 14   | 5  | Karun Chandhok         | Mahindra Racing    | 39   | +1:23.539    | 20      |       |
| 15   | 10 | Jarno Trulli           | Trulli             | 38   | +1 giro      | 14      |       |
| 16   | 18 | Vitantonio Liuzzi      | Trulli             | 38   | +1 giro      | 11      |       |
| 17   | 88 | Charles Pic            | China Racing       | 38   | +1 giro      | 17      |       |
| 18   | 27 | Jean-Éric Vergne       | Andretti Autosport | 37   | Ritiro       | 1       | 3     |
| Rit  | 30 | Stéphane Sarrazin      | Venturi            | 31   | Ritiro       | 5       |       |
| Rit  | 21 | Bruno Senna            | Mahindra Racing    | 25   | Ritiro       | 15      |       |

## Classifiche

### Piloti
| Pos. | Pilota            | Punti |
| ---- | ----------------- | ----- |
| 1    | Nicolas Prost     | 67    |
| 2    | Lucas Di Grassi   | 60    |
| 3    | Sam Bird          | 52    |
| 4    | Nelson Piquet Jr. | 49    |
| 5    | Sébastien Buemi   | 43    |

### Squadre
| Pos. | Squadra            | Punti |
| ---- | ------------------ | ----- |
| 1    | e.dams Renault     | 110   |
| 2    | Audi Sport ABT     | 79    |
| 3    | Virgin Racing      | 78    |
| 4    | Andretti Autosport | 62    |
| 5    | Dragon Racing      | 56    |